# Saint-Célerin
Saint-Célerin – miejscowość i gmina we Francji, w regionie Kraj Loary, w departamencie Sarthe. Nazwa miejscowości pochodzi od imienia świętego Celeryna.
Według danych na rok 1990 gminę zamieszkiwały 403 osoby, a gęstość zaludnienia wynosiła 30 osób/km² (wśród 1504 gmin Kraju Loary Saint-Célerin plasuje się na 907. miejscu pod względem liczby ludności, natomiast pod względem powierzchni na miejscu 851.).